# Wigan Athletic F.C.
Câu lạc bộ bóng đá Wigan Athletic là một câu lạc bộ bóng đá chuyên nghiệp, đặt tại Wigan, Greater Manchester. Hiện tại Câu lạc bộ đang thi đấu tại giải hạng hai Anh -The Football Leauge của bóng đá Anh.
Wigan thi đấu tại sân vận động DW (từng được gọi là JJB), hiện giờ sân là sở hữu của riêng Wigan. Tuy nhiên, câu lạc bộ giải rugby Wigan Warriors cũng thi đấu tại sân vận động này. Sân DW là sân nhà của Wigan từ năm 1999, trước đó họ chơi tại Springfield Park trong 67 năm.
Tính tới mùa bóng 2007-2008, Wigan là đội bóng trẻ nhất tại giải ngoại hạng, câu lạc bộ mới được thành lập từ năm 1932.

## Lịch sử hình thành
Câu lạc bộ Wigan Athletic được thành lập năm 1932 từ sự tan rã của câu lạc bộ bóng đá Wigan Borough do đại khủng hoảng 1930.
Mùa bóng 2012/2013, Wigan đã phải xuống hạng với vị trí thứ 18 chỉ giành được 36 điểm. Nhưng tại đấu trường FA Cup, Wigan thi đấu khá thành công và đã giành chức vô địch sau khi chiến thắng trong trận chung kết với Manchester City. Do đó, theo điều lệ của UEFA, Wigan sẽ một suất tham dự Europa League.

## Sân vận động
Câu lạc bộ Wigan lấy sân vận động DW ở Wigan làm sân nhà. Tên DW đặt theo Dave Whelan, tên vị chủ tịch JJB Sports, nhà tài trợ chính

## Đội hình hiện tại

### Đội hình chính thức
Tính đến 11 tháng 9 năm 2015
Ghi chú: Quốc kỳ chỉ đội tuyển quốc gia được xác định rõ trong điều lệ tư cách FIFA. Các cầu thủ có thể giữ hơn một quốc tịch ngoài FIFA.
| Số | VT | Quốc gia    | Cầu thủ                                |
| -- | -- | ----------- | -------------------------------------- |
| 1  | TM | Anh         | Richard O'Donnell                      |
| 2  | HV | Anh         | Reece James                            |
| 3  | HV | Anh         | Andy Kellett                           |
| 4  | TV | Anh         | David Perkins                          |
| 5  | HV | Montserrat  | Donervon Daniels                       |
| 6  | TV | Anh         | Max Power                              |
| 7  | TV | Ireland     | Chris McCann                           |
| 8  | TV | Scotland    | Don Cowie                              |
| 9  | TĐ | Bắc Ireland | Will Grigg                             |
| 10 | TĐ | Wales       | Craig Davies                           |
| 11 | TĐ | Anh         | Sanmi Odelusi                          |
| 12 | TĐ | Anh         | Alex Revell (cho mượn từ Cardiff City) |
| 15 | TV | Anh         | Jordan Flores                          |
| 17 | TV | Anh         | Michael Jacobs                         |

| Số | VT | Quốc gia   | Cầu thủ                                      |
| -- | -- | ---------- | -------------------------------------------- |
| 18 | TV | Anh        | Tim Chow                                     |
| 20 | HV | Wales      | Craig Morgan                                 |
| 21 | HV | Scotland   | Kevin McNaughton                             |
| 22 | TV | Bồ Đào Nha | Francisco Júnior (cho mượn từ Everton)       |
| 23 | HV | Honduras   | Juan Carlos García                           |
| 24 | TV | Ireland    | Sean Murray (cho mượn từ Watford))           |
| 25 | HV | Anh        | Leon Barnett                                 |
| 26 | HV | Scotland   | Donald Love (cho mượn từManchester United)   |
| 28 | HV | Anh        | Jason Pearce                                 |
| 29 | TĐ | Slovenia   | Haris Vučkić (cho mượn từ Newcastle United)  |
| 30 | TĐ | Anh        | Jordy Hiwula (cho mượn từ Huddersfield Town) |
| 31 | TV | Hà Lan     | Yanic Wildschut (cho mượn từ Middlesbrough)  |
| 32 | TM | Phần Lan   | Jussi Jääskeläinen                           |
| 33 | HV | Scotland   | Jack Hendry                                  |

### Cầu thủ cho mượn
Ghi chú: Quốc kỳ chỉ đội tuyển quốc gia được xác định rõ trong điều lệ tư cách FIFA. Các cầu thủ có thể giữ hơn một quốc tịch ngoài FIFA.
| Số | VT | Quốc gia    | Cầu thủ                                           |
| -- | -- | ----------- | ------------------------------------------------- |
| 13 | TM | Anh         | Lee Nicholls (cho mượn tại Bristol Rovers)        |
| 14 | TV | Wales       | Emyr Huws (cho mượn tại Huddersfield Town)        |
| 16 | TĐ | Anh         | Ryan Jennings (cho mượn tại Cheltenham Town)      |
| 19 | TĐ | Bắc Ireland | Billy McKay (cho mượn tại Dundee United)          |
| 42 | TĐ | Anh         | Grant Holt (cho mượn tại Wolverhampton Wanderers) |
| -- | HV | Anh         | Andrew Taylor (cho mượn tại Reading)              |

## Thành tích

### Trong nước
- Giải hạng nhất - Á quân 2004/2005
- Giải hạng hai - Vô địch 2002/2003, 2015/2016
- Giải hạng ba - Vô địch 1996/1997
- Football League Trophy - Vô địch 1984/1985, 1998/1999
- Football League Cup - Á quân 2005/2006
- FA Cup - Vô địch 2012/

## Management
- Huấn luyện viên thủ môn: Inaki Bergara
- Trưởng bộ phận y tế: Richard Evans
- Trưởng đội dò tìm tài năng trẻ:  Kevin Reeves
- Vật lý trị liệu đội một: Alex Cribley
- Vật lý trị liệu đội trẻ: Neil Fitzhenry
- Người mát-xa đội một: Oscar Brau
- Người mát-xa: Dave Hallam
- Quản lý đồng phục: Dave Mitten
- Trợ lý sức khỏe: Daniel Simms

## Huấn luyện viên
| - Ian McNeill - Gordon Milne - Bobby Charlton - Larry Lloyd - Harry McNally - Ray Mathias | - Bryan Hamilton - John Deehan - Bruce Rioch - Paul Jewell - Chris Hutchings - Steve Bruce |

## Cựu cầu thủ
| - Peter Atherton - Leighton Baines - Marcus Bent - Carl Bradshaw - Jimmy Bullard - David Thompson - Nathan Ellington - David Fairclough - Colin Greenall - Bryan Griffiths - Emile Heskey - Matt Jackson - Paul Jewell - Alan Kennedy - Ian Kilford - Neil Mellor - David Lowe - Gary Walsh | - Mike Newell - Joe Parkinson - Micky Quinn - Neil Redfearn - Allen Tankard - Ryan Taylor - David Unsworth - Lee Cattermole - Stephen McMillan - Colin Methven - Archie Gemmill - Andy Liddell - Gary Teale - Andy Webster - Lee McCulloch - Graham Kavanagh - Kevin Kilbane - Peter Corr - Roy Carroll | - John Filan - Jason de Vos - Amr Zaki - Mido - Pascal Chimbonda - Antoine Sibierski - Jason Roberts - Arjan de Zeeuw - Denny Landzaat - Henri Camara - Roberto Martínez - Neil Roberts - Damien Francis - Marlon King |

## Liên kết
- Official website
- Cockney Latic, Wigan's longest established fan site
- Vital Latics
- Wigan Athletic News - Sky Sports
- Ye Olde Tree and Crown Lưu trữ ngày 13 tháng 8 năm 2009 tại Wayback Machine
- (Thas) Not A Patch On Harry Lyon Lưu trữ ngày 16 tháng 2 năm 2010 tại Wayback Machine
- Wigan Athletic's JJ's World - Official juniors website Lưu trữ ngày 13 tháng 4 năm 2009 tại Wayback Machine
- The Ultimate Wigan Athletic Website Lưu trữ ngày 5 tháng 10 năm 2009 tại Wayback Machine
- Wigan Athletic trên DMOZ
- Fansonline Wigan Athletic Lưu trữ ngày 12 tháng 6 năm 2010 tại Wayback Machine